# Tiago Fiorilli
Tiago Fiorilli (* 11. März 1984) ist ein ehemaliger brasilianischer Radrennfahrer.
Während seiner Karriere gewann Fiorilli zwei internationale Rennen: jeweils eine Etappe der Volta do Estado de São Paulo 2006 und 2007. Im Straßenrennen der Panamerikanischen Meisterschaften 2006  kam er auf den 6. Platz. Bei der Tour de Santa Catarina wurde er 2010 Gesamtzweiter und bei der Tour do Brasil Volta Ciclística de São Paulo-Internacional 2011 Gesamtdritter. Er gewann die Bronzemedaille der brasilianische Straßenmeisterschaften der U23 2004 und im Jahr 2005 die Silbermedaille. Bei der Elite wurde er 2006 Dritter.

## Erfolge
2004
- Brasilianische Straßenmeisterschaften (U23)

2005
- Brasilianische Straßenmeisterschaften (U23)

2006
- eine Etappe Volta do Estado de São Paulo
- Brasilianische Straßenmeisterschaften

2007
- eine Etappe Volta do Estado de São Paulo

## Teams
- 2009 Boyacá es Para Vivirla
- 2010 Funvic-Pindamonhangaba
- 2011 Funvic-Pindamonhangaba
- 2012 Funvic-Pindamonhangaba
- 2013 Funvic Brasilinvest-São José dos Campos